# Kári Árnason (labdarúgó, 1982)
Kári Árnason (Göteborg, 1982. október 13. –) svéd születésű izlandi válogatott labdarúgó, a skót Aberdeen FC játékosa.
Az izlandi válogatott tagjaként részt vett a 2016-os Európa-bajnokságon.